# ماوريسيو ساري
ماوريسيو ساري أو ماوريزيو ساري (النطق الإيطالي: ‎[mauˈrittsjo ˈsarri]‏؛ مواليد 9 يناير 1959) هو مدرب كرة قدم إيطالي سبق وأن درب نادي تشيلسي ويوفنتوس والعديد من الأندية الأوروبية. وهو المُدرب الحالي لنادي لاتسيو الإيطالي.
لم يلعب كرة القدم بشكل احترافي، حيث لعب كقلب دفاع ومدرب للهواة أثناء عمله كمصرفي. في عام 2005، حصل على أول وظيفة له في الدوري الإيطالي مع بيسكارا. في عام 2014، صعد إلى دوري الدرجة الأولى الإيطالي مع إمبولي، وبعد المحافظة على مركزة في الدرجة الأولى انتقل إلى نابولي. فاز بالعديد من الجوائز الفردية أثناء إدارته لنابولي. بعد أن أنهى الدوري كوصيف في موسم 2017–18، انتقل إلى تشيلسي في الدوري الإنجليزي، حيث فاز بالدوري الأوروبي في موسمه الوحيد مع النادي. عاد إلى إيطاليا لتدريب يوفنتوس في عام 2019، حيث قادهم للفوز بلقب الدوري الإيطالي في موسمه الأول.
ساري هو أكبر مدير فني يفوز بلقب الدوري الإيطالي.

## مسيرته التدريبية

### بداية المبكرة
كان أول نادي يدربه ساري هو ستيا، الذي بدأ تدريبه في عام 1990 في الدرجة الثامنة. في العام التالي  عُيَّن مدير فني لفيليس، وصعد بالنادي إلى الدرجة السادسة.

### إمبولي
في 25 يونيو 2012، تعاقد نادي إمبولي مع ساري كمدرب جديد لهم. في موسمه الأول، قاد النادي إلى المركز الرابع ونهائي المباراة الفاصلة، قبل أن يخسر أمام غريمه المحلي ليفورنو.
في الموسم التالي، قاد ساري إمبولي إلى المركز الثاني في الترتيب النهائي وصعد مباشرة إلى دوري الدرجة الأولى بعد ست سنوات. في الدوري الإيطالي 2014–15، تجنب إمبولي الهبوط من خلال حصوله على المركز الخامس عشر.

### نابولي
في 11 يونيو 2015، غادر ساري إمبولي ووقع لنادي مدينته نابولي، ليحل محل رافاييل بينيتيز، الذي غادر بعد عدم مقدرته على مركز مقعد في دوري أبطال أوروبا.

### تشيلسي
في 14 يوليو 2018، تم تعيين ساري مديراً لنادي تشيلسي، ليحل محلأنطونيو كونتي الذي أقيل في اليوم السابق. في أول مباراة رسمية له في 5 أغسطس، خسر الفريق درع الاتحاد الإنجليزي 2–0 أمام مانشستر سيتي على. في ملعب ويمبلي. الأسبوع التالي، سجل فوزه الأول كمدرب لتشيلسي في الفوز 3–0 في الدوري خارج ملعبه على هدرسفيلد تاون. أصبح ساري أول مدرب أو مدير فني لم يُهزم خلال أول 12 مباراة له في الدوري الإنجليزي الممتاز، حتى 24 نوفمبر، حيث خسر 3–1 أمام توتنهام هوتسبير.
خلال المباراة النهائية لكأس رابطة الأندية الإنجليزية المحترفة 2018–19 ضد حامل اللقب مانشستر سيتي، مع استمرار المباراة بنتيجة 0–0 وكانت قريبة لركلات الترجيح، أمر ساري باستبدال حارس المرمى كيبا أريزابالاغا ليحل محله ويلي كاباييرو؛ حارس السيتي السابق، ولكن رفض كيبا ان يتم استبداله. اقترب ساري الغاضب من نفق الملعب، وأوقفه مدافع تشيلسي أنطونيو روديغر. استمر كيبا باللعب ولم يخرج وخسر تشيلسي بركلات الترجيح 3–4. بعد المباراة، قال كل من كيبا وساري أن الوضع كان سوء تفاهم، حيث يعتقد ساري أن كيبا كان مصابًا واراد استبداله، لكن كيبا شعر انه بخير ويمكنه الاستمرار. في 29 مايو، فاز ساري بأول لقب كبير له كمدرب بعد فوز تشيلسي على أرسنال 4–1 في نهائي الدوري الأوروبي 2019 في باكو. نجح تشيلسي في الفوز باللقب الذي لم يهزم به طوال موسم الدوري الأوروبي 2018–19.

### يوفنتوس
في 16 يونيو 2019، أعلن يوفنتوس عن التوقيع مع ساري على عقد لمدة ثلاث سنوات. في أغسطس 2019، تمت معالجته من الالتهاب الرئوي؛ حيث غاب عن أول مباراتين من موسم 2019–20 أمام بارما ونابولي.
تحت إدارة ساري، شارك يوفنتوس في كأس السوبر الإيطالي 2019 في 22 ديسمبر بعد فوزه بلقب الدوري في الموسم السابق، حيث خسروا 1–3 أمام لاتسيو على استاد جامعة الملك سعود في الرياض.
في 17 يونيو 2020، تلقى يوفنتوس الهزيمة بركلات الترجيح 4–2 أمام نابولي النادي السابق لساري في نهائي كأس إيطاليا، بعد التعادل 0–0 في الوقت الأصلي. في 26 يوليو، حصل يوفنتوس على لقب الدوري التاسع على التوالي بفوزه 2–0 على ضيفه سامبدوريا. وشهدت النتيجة فوز ساري بأول بطولة كبرى له في كرة القدم الإيطالية، وأصبح أيضًا أكبر مدرب يفوز بالسكوديتو في سن 61 عام و198 يوم، محطماً الرقم القياسي السابق الذي يحمله نيلس ليدهولم مع روما في موسم 1982–83 (60 سنوات و 219 يومًا).

### لاتسيو
في العام 2021 أعلن نادي لاتسيو التوقيع مع ساري لتدريب الفريق الأول، وبسبب النتائج السلبية قرر ساري الاستقالة في مارس 2024 حيث قام بإبلاغ إدارة النادي بقراره، وذكر موقع "كالتشيو ميركاتو"، أن ساري قرر ترك منصبه في لاتسيو وأبلغ عن قراره بالاستقالة، وترك منصبه على الفور في النادي.

## الإحصائيات التدريبية
آخر تحديث 26 يوليو 2020.
| الفريق       | من             | إلى            | السجل | السجل | السجل | السجل | السجل  | م.     |
| الفريق       | من             | إلى            | لعب   | ف     | ت     | خ     | فوز %  | م.     |
| ------------ | -------------- | -------------- | ----- | ----- | ----- | ----- | ------ | ------ |
| انتالا       | 1996           | 1998           | 60    | 26    | 18    | 16    | 043٫3  |        |
| فالديما      | 1998           | 1999           | 17    | 5     | 6     | 6     | 029٫4  |        |
| تقليدو       | 1999           | 2000           | 26    | 8     | 9     | 9     | 030٫8  |        |
| سانسوفينو    | 2000           | 2003           | 120   | 62    | 33    | 25    | 051٫7  |        |
| سان جيوفاني  | 2003           | 18 يونيو 2005  | 82    | 34    | 29    | 19    | 041٫5  |        |
| بيسكارا      | 9 يوليو 2005   | 30 يونيو 2006  | 43    | 14    | 12    | 17    | 032٫6  |        |
| أريزو        | 31 أكتوبر 2006 | 13 مارس 2007   | 22    | 6     | 8     | 8     | 027٫3  |        |
| أفيلينو      | 18 يوليو 2007  | 23 أغسطس 2007  | 1     | 0     | 0     | 1     | 000٫0  |        |
| هيلاس فيرونا | 31 ديسمبر 2007 | 28 فبراير 2008 | 6     | 0     | 1     | 5     | 000٫0  |        |
| بيروجيا      | 23 سبتمبر 2008 | 15 فبراير 2009 | 22    | 6     | 11    | 5     | 027٫3  |        |
| غروسيتو      | 24 مارس 2010   | 24 يونيو 2010  | 11    | 2     | 7     | 2     | 018٫2  |        |
| ألساندريا    | 6 يوليو 2010   | 24 يونيو 2011  | 36    | 15    | 13    | 8     | 041٫7  |        |
| سورينتو      | 6 يوليو 2011   | 13 ديسمبر 2011 | 19    | 8     | 6     | 5     | 042٫1  |        |
| إمبولي       | 12 أغسطس 2012  | 31 مايو 2015   | 132   | 52    | 45    | 35    | 039٫4  | [ 27 ] |
| نابولي       | 12 يونيو 2015  | 23 مايو 2018   | 147   | 97    | 25    | 25    | 066٫0  | [ 27 ] |
| تشيلسي       | 14 يوليو 2018  | 16 يونيو 2019  | 63    | 39    | 13    | 11    | 061٫9  | [ 28 ] |
| يوفنتوس      | 16 يونيو 2019  | الآن           | 49    | 33    | 9     | 7     | 067٫35 |        |
| المجموع      | المجموع        | المجموع        | 856   | 407   | 245   | 204   | 047٫55 | —      |

## الإنجازات

### كمدرب
سانسوفينو
- كأس إيطاليا للهواه: 2002–03[29]

 إمبولي
- الدوري الإيطالي الدرجة الثانية وصيف: 2013–14[30]

 تشيلسي
- الدوري الأوروبي: 2018–19[31]
- كأس رابطة الأندية الإنجليزية المحترفة الوصيف: 2018–19[32]

 يوفنتوس
- الدوري الإيطالي: 2019–20[25]

### الفردية
- المقعد الفضي: 2013–14[33]
- المقعد الذهبي: 2015–16[34]
- جائزة انزو بيرزوت: 2017[35]
- مدرب العام في الدوري الإيطالي: 2016–17[36]

## وصلات خارجية
- ماوريسيو ساري على موقع قاعدة بيانات كرة القدم.إي يو (الإنجليزية)
- ماوريسيو ساري على موقع بيانات كرة القدم. دي إي (الألمانية)
- ماوريسيو ساري على موقع Soccerbase.com (مدرب) (الإنجليزية)
- ماوريسيو ساري على موقع Soccerway.com (الإنجليزية)
- ماوريسيو ساري على موقع عالم كرة القدم.نت (الإنجليزية)